# Card Sharks
Card Sharks is een computerspel ontwikkeld en uitgebracht door Accolade, inc in 1988. Het spel werd ontworpen door Mike Lorezen en kwam enkel uit voor Commodore 64.

## Kaartspellen
De speler kan drie verschillende kaartspellen spelen
- Poker waarbij hij nog kan kiezen uit drie varianten
  - Five Card Draw
  - Seven card stud
  - Texas hold'em
- Hartenjagen
- Blackjack

## Tegenstanders
Naargelang het gekozen spel dient de speler tot drie tegenstanders aan te duiden. Naast drie fictieve personages (Luigi, Lady en Milton) kan hij ook Michail Gorbatsjov, Ronald Reagan en Margaret Thatcher selecteren. De tegenstanders becommentariëren het spelverloop op humoristische wijze.